# カロママ2世
カロママ2世（カロママ2せい、Karomama II）は、古代エジプトの王妃で、エジプト第23王朝のファラオであるタケロト2世の偉大なる王の妻。 

## 家族
カロママ2世はファラオ・タケロト2世と結婚し、ファラオ・オソルコン3世を産んだ。 